# Mariana García (Leichtathletin)
Mariana García (* 19. März 1999) ist eine chilenische Leichtathletin, die sich auf den Hammerwurf spezialisiert hat und in dieser Disziplin aktuell Inhaberin des Landesrekordes ist.

## Sportliche Laufbahn
Erste internationale Erfahrungen sammelte Mariana García im Jahr 2014, als sie bei den Jugendsüdamerikameisterschaften in Cali mit einer Weite von 55,54 m den fünften Platz mit dem 3-kg-Hammer belegte. Im Jahr darauf schied sie bei den Jugendweltmeisterschaften ebendort mit 55,71 m in der Qualifikation aus und 2016 verpasste sie auch bei den U20-Weltmeisterschaften in Bydgoszcz mit 49,79 m den Finaleinzug. Anschließend belegte sie bei den U23-Südamerikameisterschaften in Lima mit 55,61 m den vierten Platz und siegte dann mit 64,31 m bei den U18-Südamerikameisterschaften in Concordia. 2017 siegte sie dann mit 60,42 m bei den U20-Südamerikameisterschaften in Leonora und erreichte anschließend mit 56,85 m den sechsten Platz bei den Südamerikameisterschaften in Luque, ehe sie bei den U20-Panamerikameisterschaften in Trujillo mit 58,90 m die Bronzemedaille gewann. Daraufhin wurde sie bei den Juegos Bolivarianos in Santa Marta mit 59,79 m Fünfte. Im Jahr darauf nahm sie an den Südamerikaspielen in Cochabamba teil und klassierte sich dort mit 57,81 m auf dem sechsten Platz und erreichte anschließend mit 59,66 m den zehnten Platz bei den U20-Weltmeisterschaften in Tampere. Ende September gewann sie dann mit 61,59 m die Bronzemedaille bei den U23-Südamerikameisterschaften in Cuenca hinter der Kolumbianerin Mayra Gaviria und Ximena Zorrilla aus Peru.
2019 belegte sie bei den Südamerikameisterschaften in Lima mit 63,27 m den sechsten Platz und erreichte anschließend bei der Sommer-Universiade in Neapel mit 58,46 m Rang zwölf. Daraufhin wurde sie bei den Panamerikanischen Spielen in Lima mit 63,39 m Neunte. 2021 gewann sie dann mit einem Wurf auf 63,20 m die Silbermedaille bei den Südamerikameisterschaften in Guayaquil hinter der Brasilianerin Mariana Marcelino. Mitte Oktober brachte sie bei den U23-Südamerikameisterschaften ebendort keinen gültigen Versuch zustande und im Dezember gewann sie bei den erstmals ausgetragenen Panamerikanischen Juniorenspielen in Cali mit 64,86 m die Bronzemedaille hinter der Kubanerin Yaritza Martínez und Silennis Vargas aus Venezuela. Nach einem Jahr Wettkampfpause belegte sie 2023 bei den Südamerikameisterschaften in São Paulo mit 6144 m den sechsten Platz und gelangte anschließend bei den Panamerikanischen Spielen in Santiago de Chile mit 62,74 m auf Rang fünf. Im Jahr darauf belegte sie bei den Ibero-Amerikanischen Meisterschaften in Cuiabá mit 62,13 m den fünften Platz und 2025 gewann sie bei den Südamerikameisterschaften in Mar del Plata mit 66,06 m die Bronzemedaille hinter der Venezolanerin Rosa Rodríguez und Ximena Zorrilla aus Peru.
In den Jahren 2018 und 2019 sowie 2021 und 2025 wurde García chilenische Meisterin im Hammerwurf.